# Pryscjan z Lidii
Pryscjan z Lidii (gr.: Πρισκιανός Λυδός, Priskianós Lydós, łac.: Priscianus Lydus; zm. po 532 r.) – bizantyński filozof neoplatoński, uczeń Damascjusza.

## Życie
O życiu Pryscjana prawie nic nie wiadomo. Pochodził z Lidii, skąd przybył do Aten, gdzie podjął studia filozoficzne u Damascjusza, od 515 roku kierownika szkoły ateńskiej. Szkoła, funkcjonująca od początku jako bractwo kultowe (thiasos) ku czci Muz pokrywała koszty ofiar z dochodów z posiadłości ziemskiej ofiarowanej przez jej założyciela. W 529 roku cesarz Justynian I skonfiskował ją jako pogański fundusz kultowy, pozbawiając tym samym nielicznych członków szkoły głównego źródła utrzymania. Wprawdzie nadal wolno im było studiować we własnym gronie filozofię platońską i religijny neoplatonizm, jednak jako poganie, nie mogli publicznie nauczać młodzieży chrześcijańskiej. Cesarz wstrzymał też wypłacanie pensji państwowej wszystkim ówczesnym nauczycielom filozofii. Wskutek tego siedmiu ostatnich członków szkoły: Damascjusz i jego sześciu uczniów: Symplicjusz, Pryscjan, Eulaliusz, Hermiasz, Diogenes i Izydor wyemigrowali w 531 roku do Persji, na dwór, sprzyjającego hellenizmowi, króla Chozroesa I. Szybko jednak rozczarowali się stosunkami panującymi w Persjii. W 532 roku został zawarty traktat pokojowy między Persją a Bizancjum. W jednym z postanowień traktatu gwarantowano filozofom przebywającym w Persji powrót do Bizancjum i swobodę wyznawania religii. Po rocznym, lub dwuletnim, pobycie w Persji wygnańcy powrócili więc do Bizancjum i za zgodą cesarza zamieszkali ponownie w Atenach, gdzie musieli sobie radzić pozbawieni dochodów z działalności bractwa akademickiego i opłat uczniowskich.
Część badaczy (M. Tardieu, C. Luna), wysunęła hipotezę, że po opuszczeniu dworu perskiego filozofowie ateńscy mogli zamieszkać na granicy imperium perskiego w Harranie (Carrhae), do X wieku, centrum intelektualnym hellenizmu syryjskiego, gdzie mogli swobodnie wyznawać swoją pogańską religię. Zwracają oni uwagę na fakt, że twórczość Symplicjusza była dobrze znana w środowisku syryjskim, aluzje do niej znajdują się np. w syryjskim dziele Pawła Persa oraz na okoliczność, że Pryscjan poświęcił Chozroesowi swe główne dzieło.

## Twórczość
Pryscjan pozostawił po sobie Metafrazę Teofrasta i zachowane w przekładzie łacińskim z IX wieku Kilka rad dla króla perskiego Chosroesa (Solutiones eorum de Quibus dubitavit Chosroes Persarum rex, w skrócie: Solutiones ad Chosroem). W pierwszym dziele komentuje z punktu neoplatońskiego Teofrastową koncepcję duszy, skupiając się szczególnie na władzach duszy: poznaniu zmysłowym, wyobraźni i intelekcie. W drugim, mającym charakter encyklopedyczny, omawia szereg zagadnień z różnych dziedzin wiedzy, poruszając między innymi takie tematy jak: dusza, sen, marzenia, pory roku, jadowite zwierzęta czy wiatry.

## Recepcja
We wczesnym średniowieczu Kilka rad dla króla perskiego Chosroesa zostało przetłumaczone na łacinę. Tłumacza najczęściej wskazuje się w kręgu uczonych mnichów irlandzkich, czasem wskazuje się na Jana Szkota Eriugenę, choć ta identyfikacja wydaje się kontrowersyjna. W XIII wieku Wincenty z Beauvais cytuje z Solutiones ad Chosroem w swej encyklopedycznej pracy Speculum Naturale, w której myli Pryscjana ze słynnym gramatykiem Pryscjanem z Cezarei.
W latach osiemdziesiątych XV wieku Marsilio Ficino przetłumaczył Metafrazę Teofrasta Pryscjana na łacinę. Napisał też do niej łaciński komentarz. Jego tłumaczenie zostało wydane w 1497 w Wenecji u Alda Manuzia. W 1541 roku został wydrukowany w Bazylei grecki tekst dzieła przy okazji publikowania po raz pierwszy prac Teofrasta.
Solutiones ad Chosroem zapomniane w epoce nowożytnej, zostały na nowo odkryte w XIX wieku przez Jules'a Quicherata i częściowo wydane w 1853 roku.
Awerroista Francesco Piccolomini w opublikowanym w 1602 roku komentarzu Symplicjusza do De anima Arystotelesa, doszedł do wniosku, że autorem komentarza nie jest Symplicjusz lecz Pryscjan. Hipoteza ta, zapomniana w następnych wiekach, w XX wieku została podjęta na nowo. Za autorstwem Pryscjana opowiada się szczególnie Carlos Steel, Ilsetraut Hadot skłania się do przypisania go Symplicjuszowi. Wedle trzeciej koncepcji autorem komentarz jest bliżej nieznany Pseudo-Symplicjusz.